# 西島克彥
西島克彥（日语：／ Nishijima Katsuhiko，1960年2月4日—），日本男性動畫師、動畫演出家、動畫導演。出身於千葉縣船橋市。千葉商科大學中退。

## 來歷
1960年2月4日，西島克彥出生於東京之後，立即移居千葉縣船橋市。學生時立志成為漫畫家，並且是《機動戰士鋼彈》的粉絲，所以大學退學後，他給富野由悠季寫了一封信並寫信給日本日昇。雖然這並沒有實現，但在日昇製作人岩崎正美的介紹下，他參加了由蘆田豐雄領導的Studio LIVE（以下簡稱LIVE）的應試，並加入了公司。
1981年電視動畫《福星小子》播出後，他直接向蘆田呼籲員工參與。這是因為西島長期以來一直是原作《福星小子》的粉絲，以及當時負責的《怪博士與機器娃娃》設計對西島來說很難畫。當時，負責《福星小子》動畫製作的承包商Studio Pierrot和LIVE之間並沒有業務關係，但蘆田將他介紹給了作畫監督野邊駿夫，成為了作畫工作人員。於1983年播出的第105話（第82回）中首次擔任作畫監督（與遠藤麻未共同）後，擔任《銀河漂流華爾分》的原畫，一度被從《福星小子》原畫的輪換中除名，但在製作公司從Studio Pierrot轉移至STUDIO DEEN後，西島也從Studio LIVE轉移到STUDIO DEEN，再次成為《福星小子》的工作人員。
1984年，他也與增尾昭一、庵野秀明、伊藤浩二共同參與成立自由動畫師團體「Studio Graviton」。《福星小子》播出後，他首次執導的電影動畫《A子計劃》於1986年上映。從1990年代起，他開始全面從事導演工作，主要在Studio Fantasia擔任自由工作者。

## 逸事
- 宮崎駿在西島的第一部導演作品《A子計劃》上映前，因在《Animage》上發表的一篇採訪而受到批評[6]（詳情請參閱腳註連結和有關《A子計劃》的文章[7]）。
- 自2015年底以來，維基百科上出現了一個聲明，稱插畫家ANO清水（清水雅治）與西島是另一個名字，但這個聲明並不屬實，兩人是不同的人[8][9]。

## 參加作品

### 電視動畫
- 人造人009 (1979年版)（動畫）
- 梅特林克的青鳥 Tyltyl與Mytyl的冒險之旅（日语：メーテルリンクの青い鳥 チルチルミチルの冒険旅行）（作畫監督協力、原畫、動畫）[10]
- 宇宙戰艦大和號III（機械原稿修改、原畫）[10][11]
- 雷鳥2086（試播版）（機械場面原畫[注 1]）[12]
- 宇宙傳說尤利西斯31（日语：宇宙伝説ユリシーズ31）（原畫）[10]
- 恐怖傳說 怪談！科學怪人（日语：恐怖伝説 怪奇!フランケンシュタイン）（原畫）[10][11]
- 怪博士與機器娃娃（原畫、動畫）
- 福星小子 (1981年版)（原畫、作畫監督）
- 魔法公主 明琪桃子（日语：魔法のプリンセス ミンキーモモ）（原畫）[13]
- 銀河漂流華爾分（原畫）
- 光頭騙子禿丸（日语：つるピカハゲ丸）（作畫監督）
- 海底兩萬哩（原畫）
- 魔裝機神賽巴斯達（日语：魔装機神サイバスター (テレビアニメ)）（原畫）
- 七虹香電擊作戰（導演）
- STRATOS 4（日语：ストラトス・フォー）（原畫）
- 奏光之Strain（分鏡）
- BAMBOO BLADE（原畫）
- CRYSTAL BLAZE（日语：クリスタル ブレイズ）（原畫）
- 天體戰士桑雷德（作畫監督）
- 天體戰士桑雷德 (第2期)（作畫監督、作畫監督補佐）
- 妖怪少爺（原畫）
- 妖怪少爺 ～千年魔京～（原畫）
- 我的朋友很少（原畫）
- 未來日記（原畫）
- 女王之刃 叛亂（原畫）
- 超譯百人一首戀歌（原畫）
- 就算是哥哥，有愛就沒問題了，對吧（原畫）
- 無賴勇者的鬼畜美學（BD&DVD第4卷視訊特典分鏡）[注 2]
- KILL la KILL（第二原畫）
- 我要成為世界最強偶像（BD&DVD視訊特典分鏡）[注 2]
- 惡魔高校D×D BorN（分鏡 、原畫）
- 偽姬物語（原畫）
- 生存遊戲社（原畫）
- ISUCA依絲卡（分鏡）[注 3]
- 重裝武器（分鏡）
- HUNDRED百武裝戰記（分鏡）
- 高校艦隊（分鏡）[注 4]
- sin 七大罪（分鏡）[注 5]
- 未來卡片 戰鬥夥伴X（分鏡）
- 戰刻夜血（分鏡）
- 奴隸區 The Animation（分鏡）
- 閃亂神樂 少女們的真影 -東京妖魔篇-（分鏡）
- 神田川JET GIRLS（分鏡）
- 刺客守則（分鏡）
- 地縛少年花子君（分鏡）
- 回復術士的重啟人生（分鏡）
- 不道德公會（分鏡）
- 她去公爵家的理由（分鏡）
- 暴食狂戰士（分鏡）
- 我與尼特女忍者的莫名同居生活（分鏡）
- 我是星際國家的惡德領主！（分鏡）

### 電影動畫
- 福星小子：愛星球之戀（日语：うる星やつら オンリー・ユー）（原畫）
- 迴力車Q達格拉姆（原畫）[14]
- 福星小子3：情侶樂天派（日语：うる星やつら3 リメンバー・マイ・ラブ）（OP&ED動畫）
- A子計劃（導演、原作、編劇、B子的人物原案[15]、原畫[16]）
- 劇場版 搞怪拍檔（原畫）
- 福星小子 完結篇（日语：うる星やつら 完結篇）（原畫）
- （原畫）
- 奇魂侍（原畫）

### OVA
- 乳霜檸檬PART4 POP♡CHASER（原畫）[17] ※〇島×彥（暫名）名義。
- 福星小子 了子的九月茶會（原畫）
- 吸血鬼獵人D（原畫）
- 風神戰士（日语：アウトランダーズ）（原畫）
- 賽道天使 ～排位的決意～（原畫）
- A子計劃2 大德寺財財團的陰謀（原作、原畫）[18]
- JUNK BOY（日语：JUNK BOY）（原畫）
- 乳霜檸檬名場面集 畢業專輯（人物設定、作畫監督）
- 恐怖人間 最終教師（日语：最終教師）（原畫）
- 搞怪拍檔 (OVA版)（原畫）
- A子計劃3 灰姑娘狂想曲（原作、原畫）
- 飛越巔峰（原畫）
- 福星小子 生氣吧！冰砂（作畫監督）
- A子計劃 完結篇（原案）
- A-Ko The VS（導演、原案、編劇、分鏡、人物設計原案（GRAY SIDE）、構成、人物設定、作畫監督（BLUE SIDE））
- 爆炎轉校生（導演、作畫監督）
- 機動警察 NEW OVA（原畫）
- EXPER ZENON（日语：EXPER ZENON）（原畫）
- 電腦少女Compiler Music Clips（日语：Compiler）（「Unseen Love」分鏡&演出&原畫）
- 甲龍傳說維爾加斯特（日语：甲竜伝説ヴィルガスト）（導演、人物設定、作畫監督）
- 卒業 ～Graduation～（導演）
- 女神天國（日语：女神天国）（導演）
- 卒業 ～Graduation～ 聖羅V（導演）
- AIKa（導演、編劇、分鏡、演出、影片編輯部分監修）
- 炎之迷宮（日语：炎のらびりんす）（導演、構成、分鏡、演出）
- Lingeries（日语：Lingeries）（導演）
- 閃亮☆企劃（日语：きらめき☆プロジェクト）（導演）
- AIKa R-16:VIRGIN MISSION（日语：AIKa R-16:VIRGIN MISSION）（導演、演出）
- G-taste（Best Selection版）（導演）
- 淫妖蟲 悅（導演）
- （導演、分鏡）
- 偷窺孔（導演）

### 遊戲
- 夢幻戰士（FC版宣傳影像作畫監督&人物設定）
- （人物設定）
- 燃燒格鬥（日语：バーニングライバル）（片尾插圖）
- 守護英雄（原畫、對話場合原動畫）
- 女神天國II（日语：女神天国）（OP分鏡&演出）
- 真·魔裝機神 PANZER WARFARE（日语：真・魔装機神 PANZER WARFARE）（原畫）

### 其它
- 甲龍傳說維爾加斯特（日语：甲竜伝説ヴィルガスト#小説）（著：赤堀悟，〈富士見Fantasia文庫〉，插畫）
- sin 七大罪 短篇動畫「懺悔錄」（分鏡）[注 6]

## 腳註